# George Alan Thomas
George Alan Thomas (14 de junio de 1881 - 23 de julio de 1972) fue un jugador británico profesional de bádminton, tenis y ajedrez.

## Ajedrez
En ajedrez se proclamó dos veces campeón británico. Ganó el primer premio en 1934-1935 en el Campeonato de Hastings, superando a los mejores jugadores del momento, como Max Euwe, Salo Flohr, José Raúl Capablanca y Mijail Botvinnik entre otros.

## Bádminton
En bádminton, es el jugador con más títulos de All England, 9 veces campeón en dobles masculino, 8 veces campeón en dobles mixtos y 4 veces campeón en individual, entre 1906 y 1928. 
Dio nombre a la prestigiosa Thomas Cup, la competición masculina por equipos más importante del mundo.